# Isla de San Cristóbal (Ecuador)

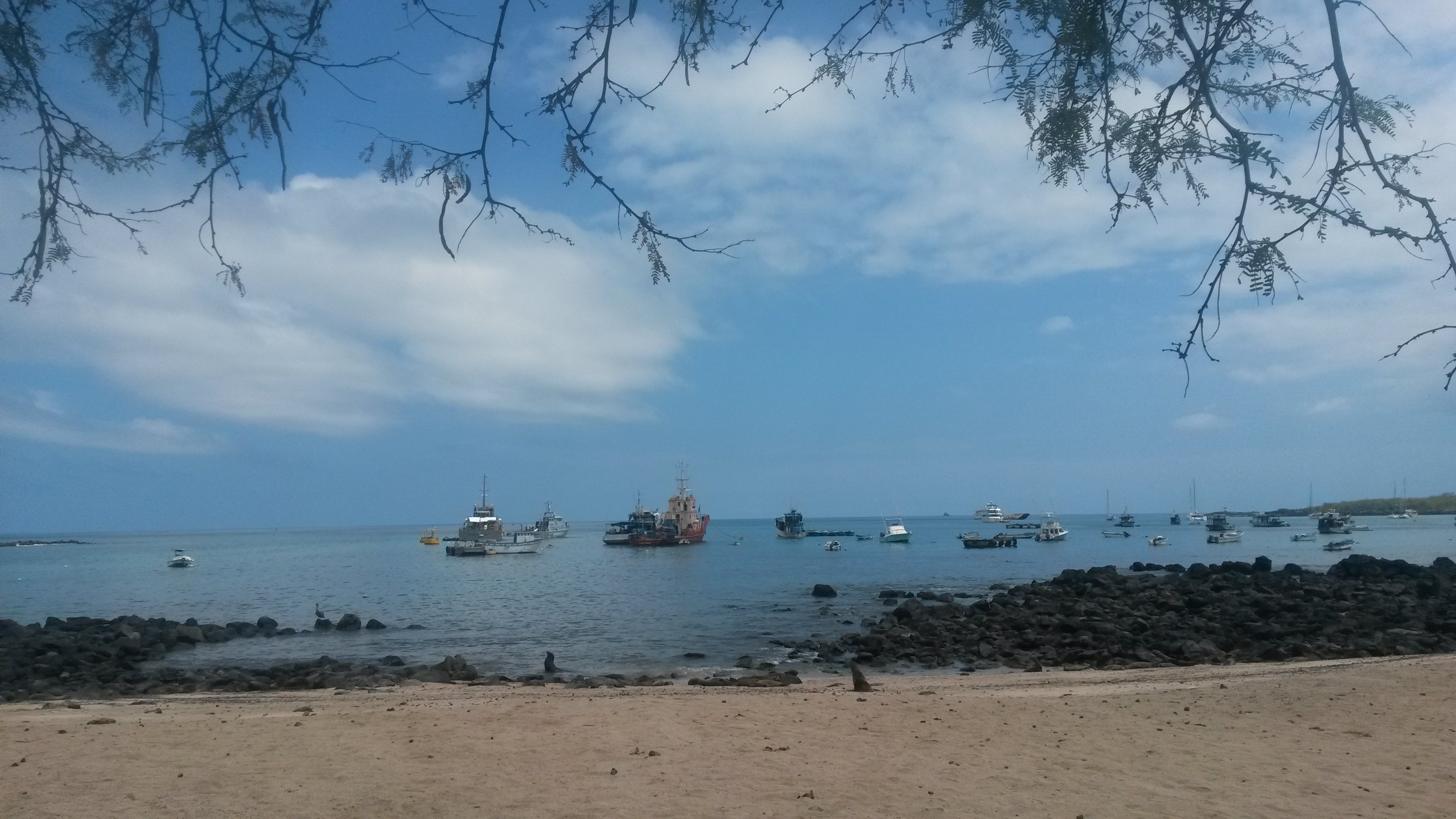
Malecón en Isla San Cristóbal, Galápagos.

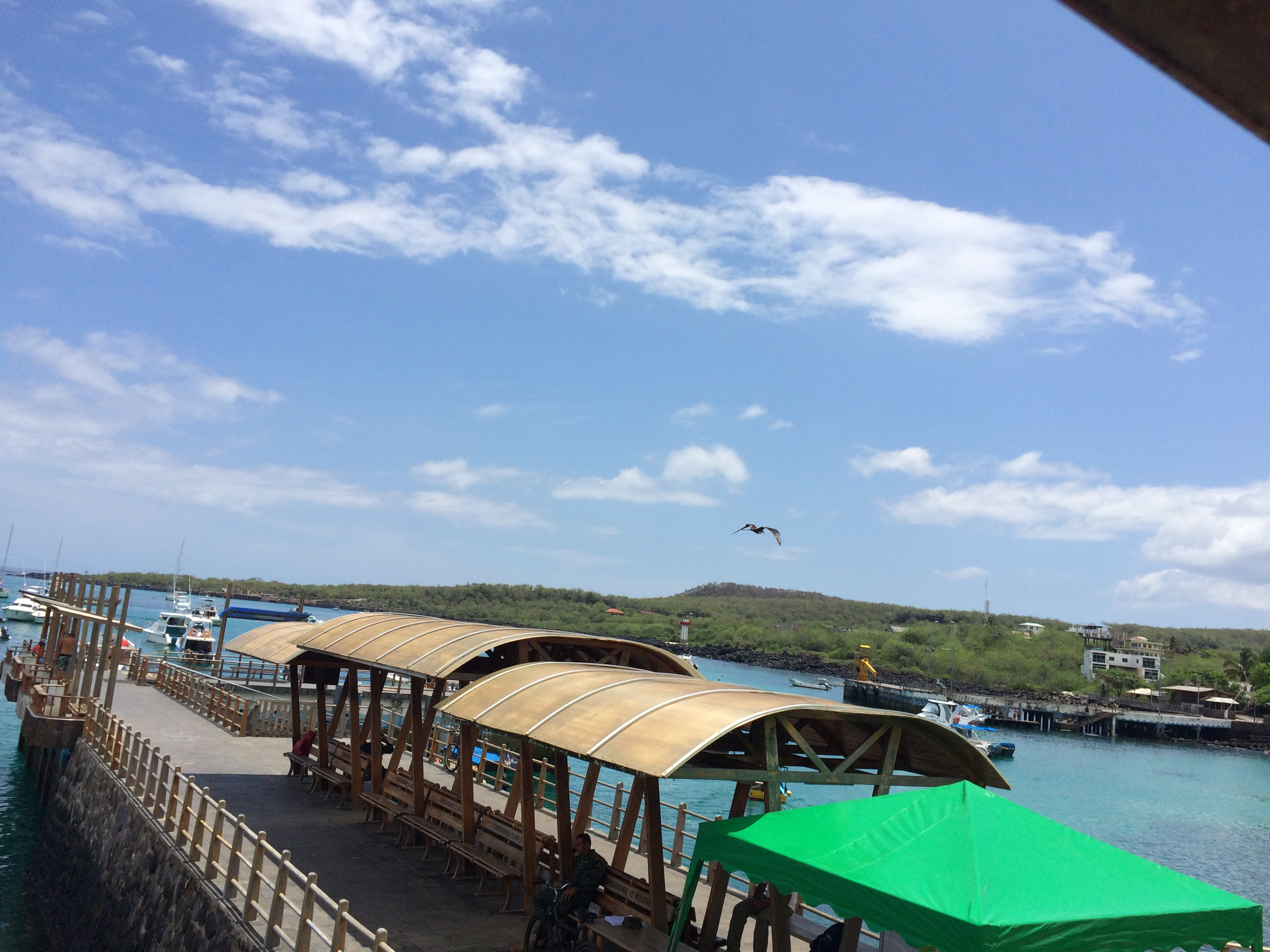
Vista desde el Mirador del Malecón Isla San Cristóbal - Galápagos Ecuador.

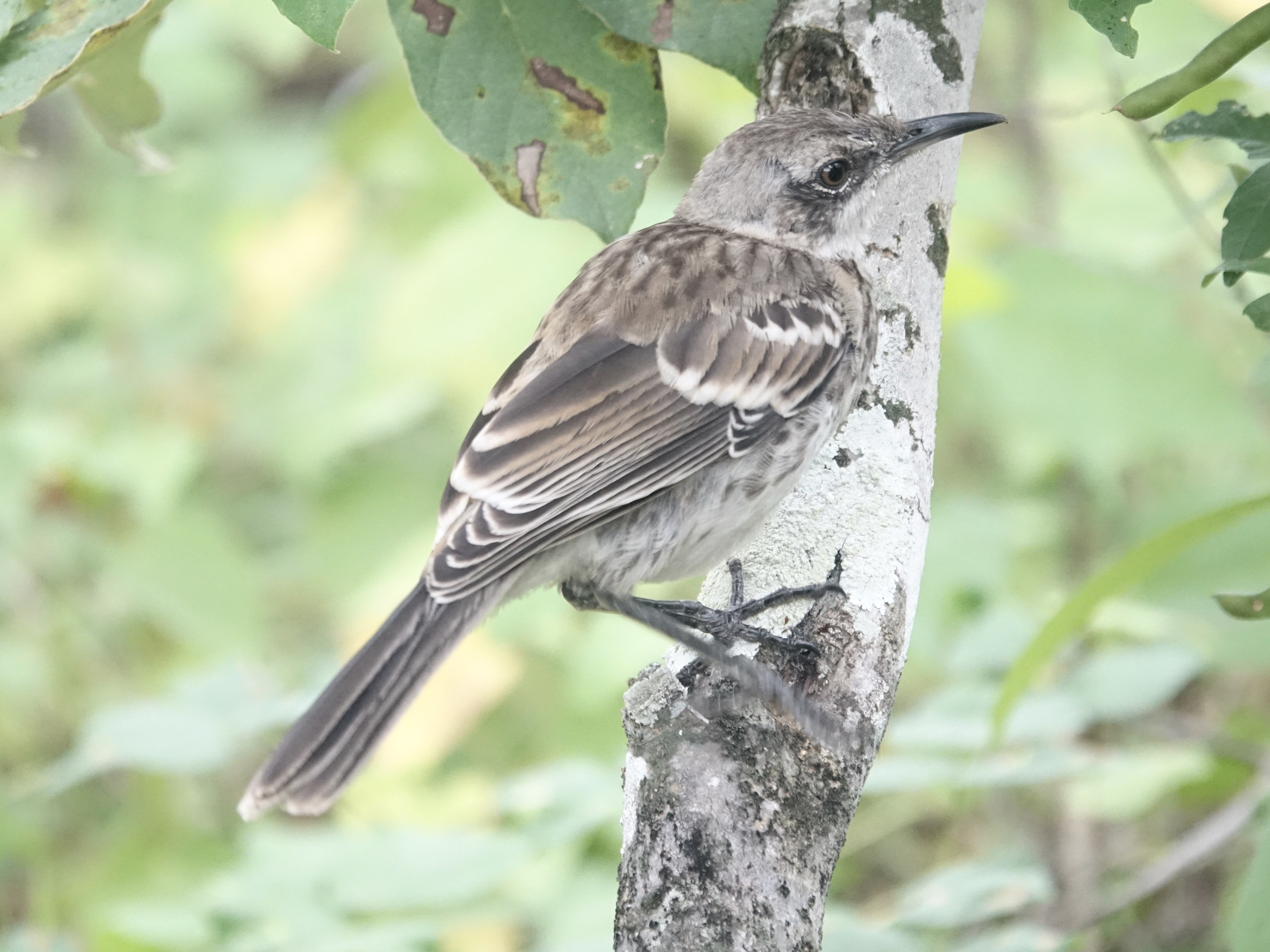
sinsonte de San Cristóbal.

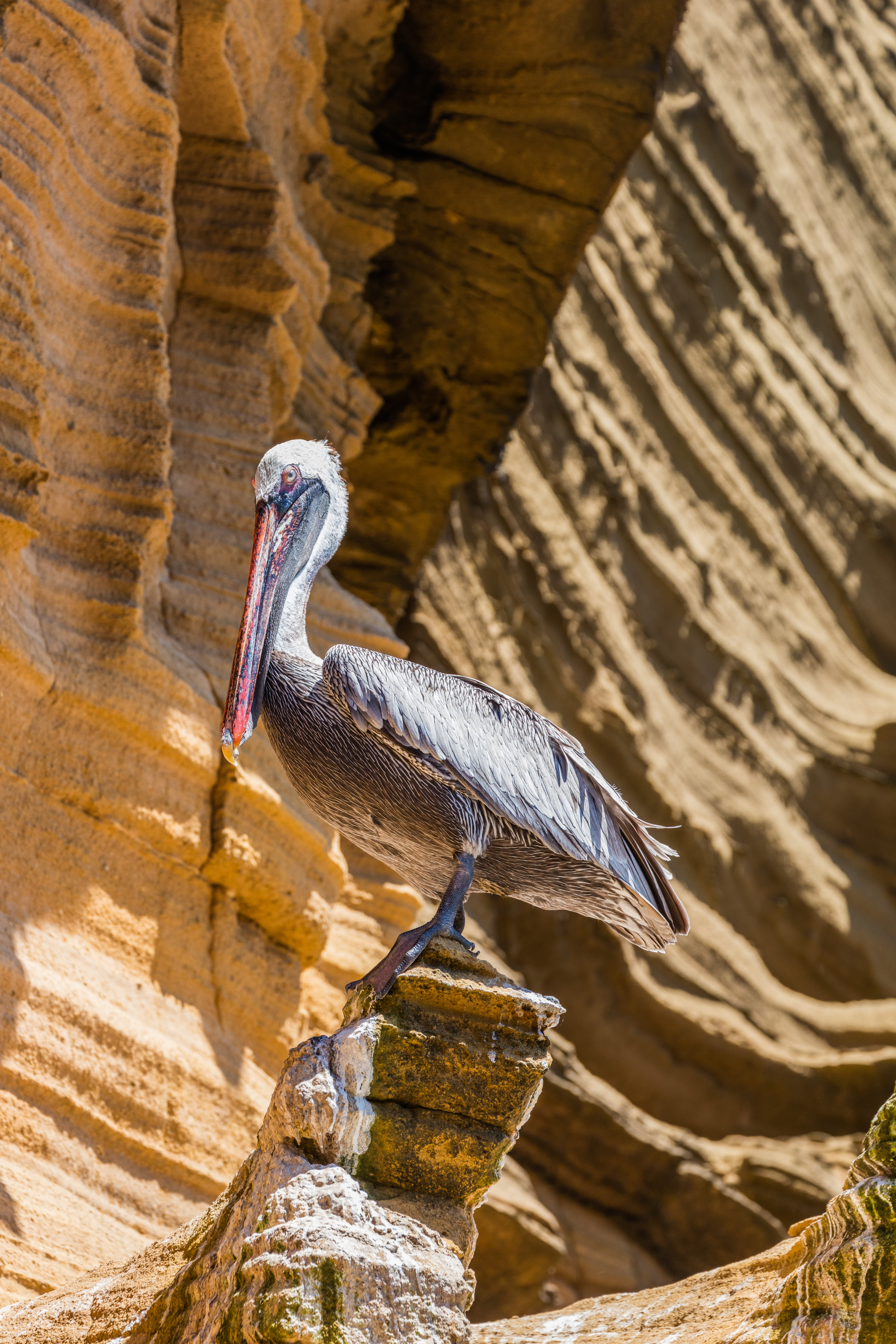
Pelícano pardo de las Galápagos (Pelecanus occidentalis urinator), Punta Pitt, isla de San Cristóbal.

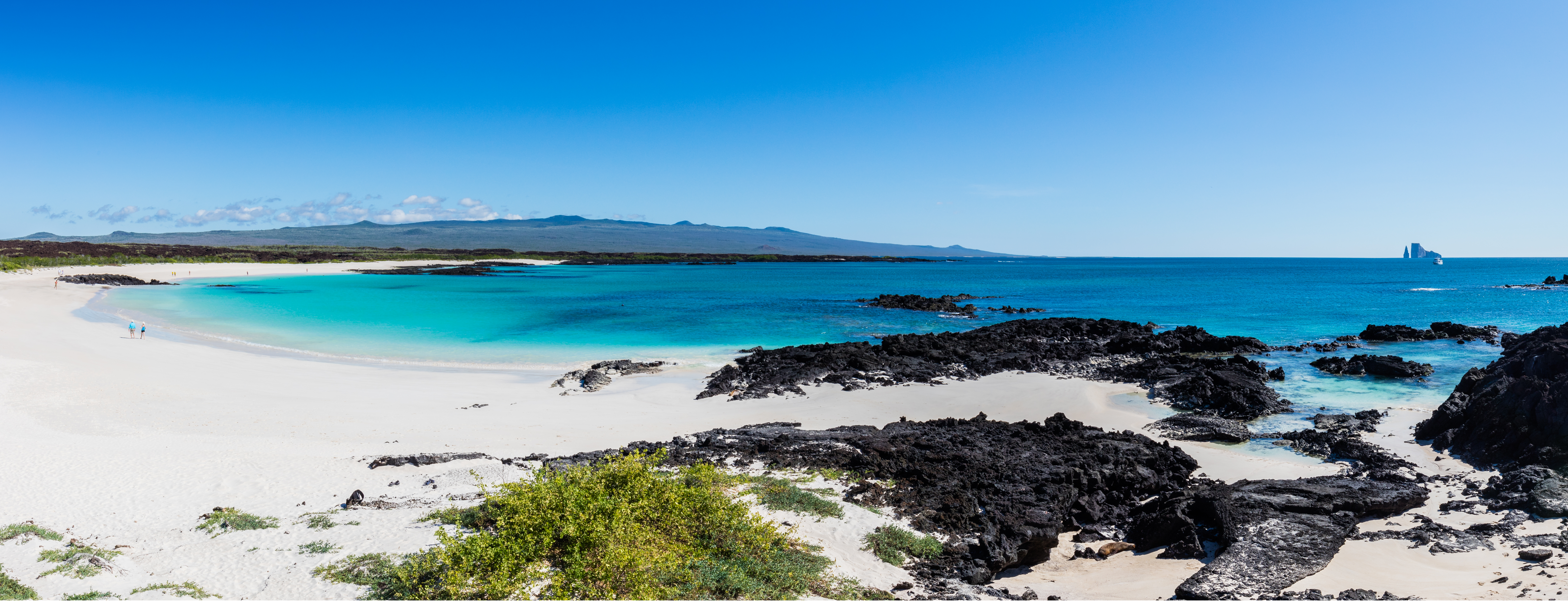
Paisaje en Cerro Brujo.

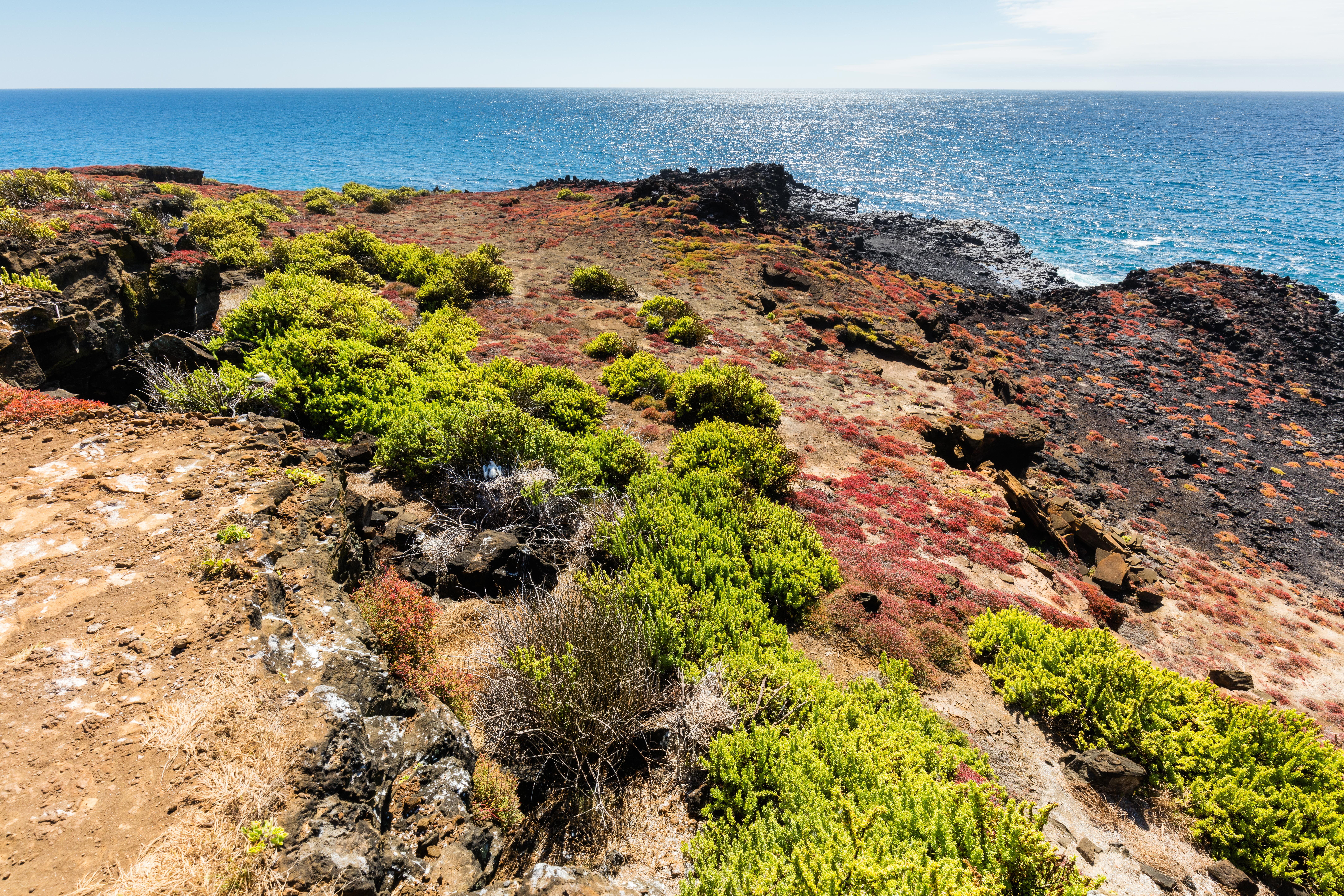
Paisaje en Punta Pitt.

La isla de San Cristóbal, también conocida como Chatham, es la isla más oriental del archipiélago de las islas Galápagos, en Ecuador.
Su nombre oficial y en español, 'San Cristóbal', proviene del patrón de los marinos, San Cristóbal (Christopher). Su antiguo nombre en inglés, Chatham, provenía de William Pitt (el Viejo), primer conde de Chatham; mientras que en 1832, cuando Ecuador tomó posesión del archipiélago, recibió el de «isla Mercedes» en honor a la esposa del presidente Juan José Flores: Mercedes Jijón de Vivanco.
San Cristóbal tiene una superficie de 558 km² y su punto más alto se eleva a 730 metros sobre el nivel del mar. La capital del archipiélago, Puerto Baquerizo Moreno, se encuentra en el extremo suroccidental de la isla. Dos líneas aéreas vuelan directamente al Aeropuerto de San Cristóbal desde Guayaquil, Ecuador; los vuelos desde Quito hacen escala en Guayaquil.
Esta isla alberga fragatas, lobos marinos, tortugas de las Galápagos, alcatraces patirrojos, alcatraces patiazules, iguanas marinas, delfines y gaviotas de las Galápagos. Su vegetación incluye Calandrinia galapagosa, Lecocarpus darwinii y árboles como Lignum vitae o Matazarna. En las aguas cercanas hay tiburones, rayas y langostas. 
El mayor lago de agua dulce en el archipiélago, Laguna El Junco (0°53′43″S 89°28′49″O / -0.89528, -89.48028), está ubicado en un cráter en la sierra de San Cristóbal, en la mitad sur de la isla. Alberga una gran población de aves, pero llegar al lago requiere una corta caminata cuesta arriba. Cerca de allí está La Galapaguera, una estación de cría y refugio de las tortugas gigantes. 
Cerca de la ciudad de Puerto Baquerizo Moreno hay lugares turísticos, como Cerro Tijeretas, una colonia de anidación para fragatas y una estatua de Charles Darwin, que marca el sitio original donde desembarcó por primera vez en las islas Galápagos durante el segundo viaje del HMS Beagle, el 16 de septiembre de 1835. La Lobería, una colonia de lobos marinos, se encuentra a unos diez minutos en autobús de la ciudad. 
En la parte alta de la isla se encuentra la Estación Biológica San Cristóbal, manejada por la Fundación Jatun Sacha, una organización ecuatoriana sin fines de lucro que se dedica a la conservación de los bosques en todo el Ecuador. Jatun Sacha mantiene facilidades para recibir investigadores, voluntarios y cursos. Todos los visitantes se involucran con el trabajo que hace Jatun Sacha en pro de la conservación de la isla: erradicación de especies invasoras, trabajo con el parque nacional Galápagos en la Galapaguera, trabajo con los finqueros de la zona en reforestación y control de especies introducidas, entre otras cosas. 
También hay excursiones en barco local que llevan a los visitantes a dos sitios cercanos de buceo. "León Dormido" representa los restos de un cono de lava, ahora dividida en dos. "Isla Lobos" es también un sitio de anidación del alcatraz patiazul.

## Historia
Las islas Galápagos fueron descubiertas el 10 de marzo de 1535 por fray Tomás de Berlanga, quien dejó una descripción de las cinco islas que vio. Tomás de Berlanga nunca las reclamó.
Los españoles dieron los primeros nombres a las islas, "los nombres españoles antiguos", pero no ha sido posible identificar con seguridad a cuáles corresponden, por falta de un mapa fiable. El primero que levantó un mapa y puso nombre a ocho islas fue el pirata inglés Cowley en 1684, pero de forma ambigua, pues la 'isla Charles" se confunde con la isla Floreana, la Española o la San Cristóbal.

## Geografía física

### Ubicación y extensión
Tiene una extensión total de 558 km², de los cuales el 85% es área de parque nacional y el resto pertenece al área urbana y rural. El Cantón San Cristóbal es la capital provincial de Galápagos. San Cristóbal está situada en el océano Pacífico, a 930 km del Cabo San Lorenzo, punto más cercano a Galápagos desde el Ecuador continental. Está ubicada entre las coordenadas, 0° 40' 40" y 0° 57'00" de latitud sur, y 89° 14' 10" y 89° 37' 30" de longitud oeste, y se ubica al extremo este del archipiélago.

## Economía

### Turismo
Una de principales actividades económicas es el turismo, y más especialmente el ecoturismo, es decir, un turismo en el que prima el contacto con la naturaleza.
Admirar todo tipo de especies endémicas, deleitarse con la gastronomía del lugar, recorrer sitios prístinos y conocer la historia de Galápagos, son algunas de las opciones que ofrece la isla San Cristóbal.

### Aeropuerto
El aeropuerto de la isla San Cristóbal da servicio a las ciudades El Progreso y Puerto Baquerizo Moreno. Es el segundo aeropuerto más transitado del archipiélago después del Aeropuerto Seymour, ubicado en la isla Baltra. El aeropuerto es utilizado el 60% como base militar y el 40% como aeropuerto de pasajeros. Su pista 17 por 34 mide 1945 metros de longitud y 42 de anchura. Recibe poco más de 10 vuelos al día.

### Pesca
Desde la llegada de los primeros colonos a San Cristóbal, la pesca ha sido una fuente importante de ingresos, convirtiéndose en una actividad productiva durante los últimos años.
El periodo de la comercialización de la langosta roja comienza en el mes de septiembre y finaliza a fines de enero, cuando comienza su veda; no así la langosta conocida como "langostino", que no tiene restricciones durante todo el año.

### Agricultura
Los cultivos predominantes en áreas de explotación agrícola que se destacan en San Cristóbal son los frutales (naranjas, piñas, papayas, plátanos, limón, etc.), las hortalizas y el café. El cultivo del café (Coffea arábica) está concentrado en tres sectores: en el Socavón, en la hacienda El Cafetal; y en varias fincas de El Progreso y de La Soledad. Además se destaca el cultivo de manzanas y uvas para la exportación.

## Cultura

### Gastronomía
Comidas tradicionales en la isla: Como es de esperar, la comida en Puerto aprovecha al máximo el suministro de pescado fresco y mariscos. También se pueden encontrar los corviches. Estas bolitas fritas de cacahuete, plátano verde y pescado hacen un gran bocadillo. En general, la comida tradicional que se prepara en la isla es comida ecuatoriana.

### Actividades culturales
Hay que resaltar que San Cristóbal ofrece actividades culturales todos los meses, a pesar de ser una comunidad pequeña. Recientes iniciativas de la Agencia Española de Cooperación Internacional, a través del Programa ARAUCARIA, y enfocadas en el Centro de Interpretación, han generado más interés en las artes y talento local. Un grupo de teatro ensaya regularmente en el escenario del Centro y se llevan a cabo talleres de pintura, danza, conciertos de música y obras de teatro. Hay un espacio del centro para exposiciones de arte temporales en la sala de recepción, así como un bello teatro al aire libre.